# Kim Riekenberg
Kim Riekenberg (* 9. September 1994 in Melle) ist ein deutsches Model.

## Leben
Mit 16 Jahren wurde sie von ihrer jetzigen Managerin beim Pizzaessen in Hamburg entdeckt und angesprochen.
Seither arbeitet Riekenberg als Model, u. a. für Joop!, Balmain, Peter Lindbergh und Aigner und zierte Zeitschriftencover der Elle oder Amica.
2020 posierte sie als dritte Deutsche, nach Babette March (1964) und Heidi Klum (1998), für die Swimsuit-Ausgabe der Sports Illustrated. 2021 nahm sie an der 14. Staffel der RTL-Tanzshow Let’s Dance teil und belegte mit ihrem Tanzpartner, dem Profitänzer Pasha Zvychaynyy, den dreizehnten Platz.
Riekenberg ist seit 2023 mit dem Model Alessandro Hasni verheiratet. Sie leben in New York City und Hamburg. Anfang Juli 2024 lief Riekenberg auf der Berlin Fashion Week für Marc Cain.